# Murga
Als Murga bezeichnet man eine Form des südamerikanischen Karnevals, der hauptsächlich im Río-de-la-Plata-Gebiet Uruguays und Argentiniens veranstaltet wird.

## Murga in Uruguay

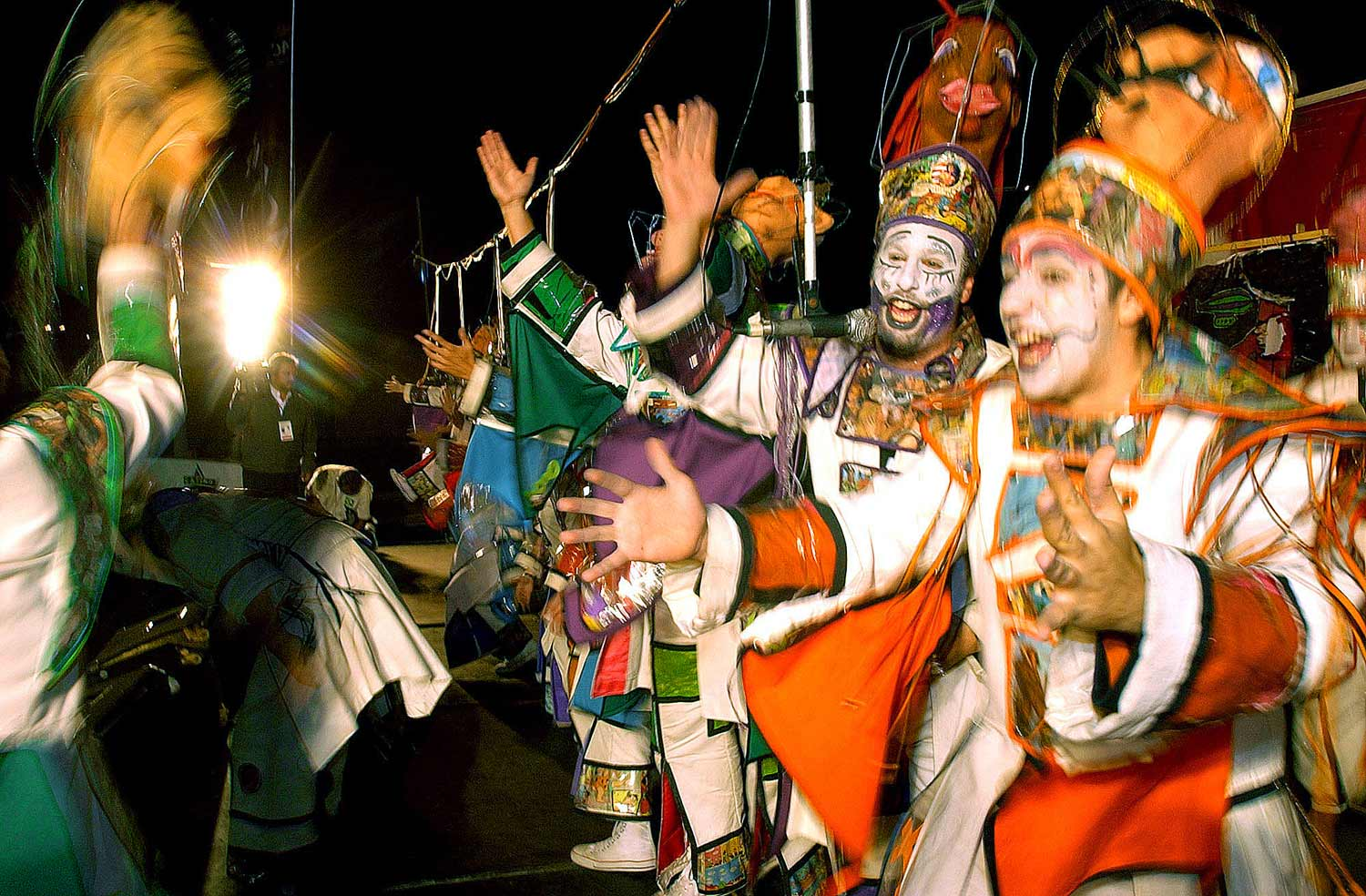
Murga-Auftritt anlässlich des Amtsantritts von Präsident Tabaré Vázquez, März 2005

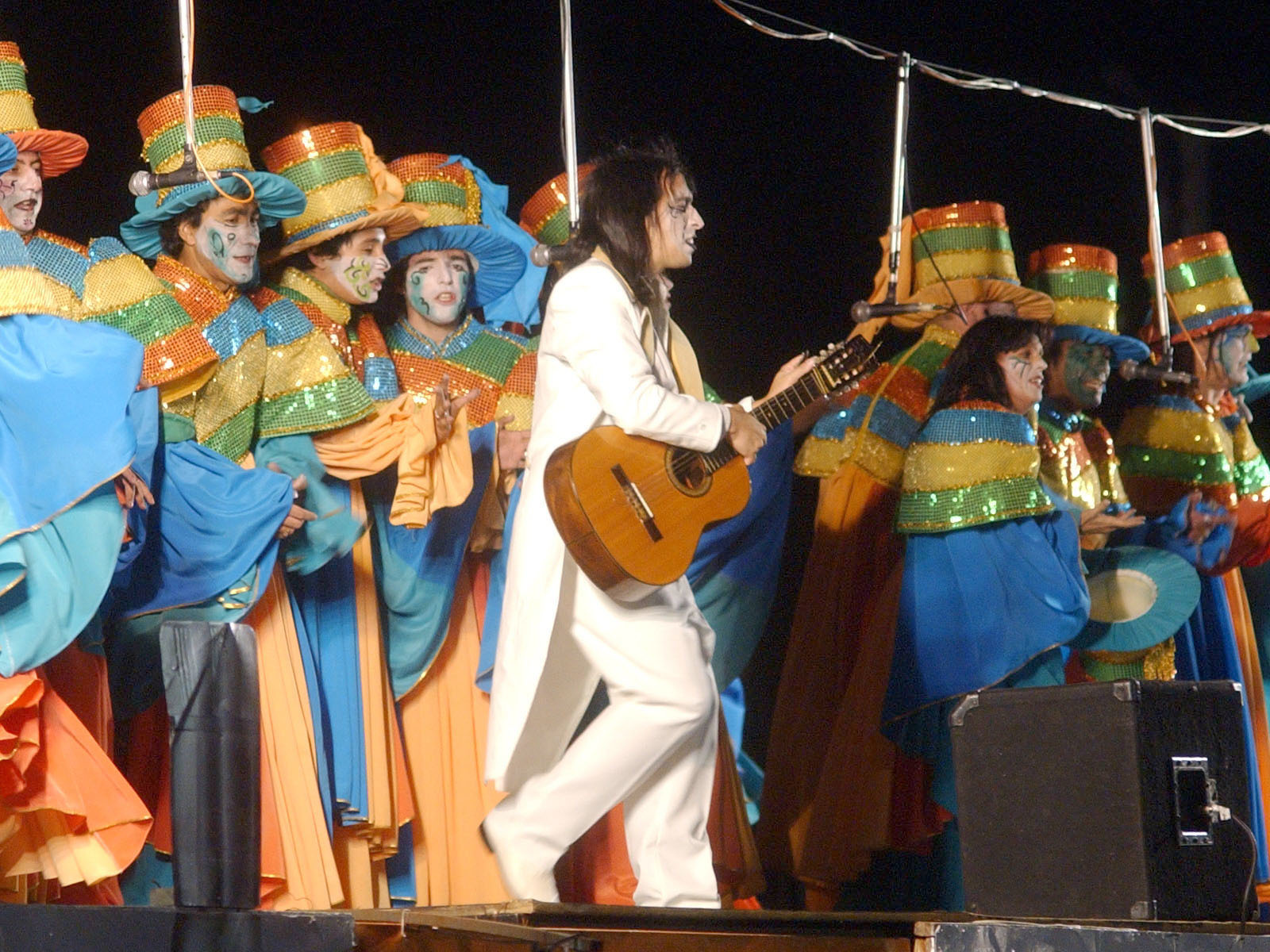
Murga-Auftritt anlässlich des Amtsantritts von Präsident Tabaré Vázquez, März 2005

Die Murgas setzen sich aus einem (hauptsächlich männlichen) Chor und einer musikalischen Begleitung zusammen. Die klassischen Begleitinstrumente sind der
- Bombo (Bass-Trommel),
- die Platillos (Becken) und
- der Redoblante (Snare-Drum).

Traditionell treten Murgas in den Stadtteilbühnen auf, den sogenannten Tablados. Ihre Darbietung, genannt Cuplé, umfasst ein breites Spektrum gesellschaftlicher Themen und ist eine süßsaure Jahreschronik der Ereignisse, welche die Gesellschaft bewegen. Die satirischen Texte werden häufig mit Musikklassikern unterlegt.
In den letzten Jahren ist dieses Genre stark gewachsen. Auf Grund ihrer enormen politischen Relevanz hören immer mehr Jugendliche den Murgas zu, in die Popmusik hat der charakteristische Murgasound längst Eingang gefunden. Bands wie La Vela Puerca aus Uruguay oder Bersuit Vergarabat nehmen sehr stark Murgaimpulse in ihre Arbeit auf. Die Murga hat auch längst die Tablados verlassen. Antimurga BCG ist eine dieser Gruppen, welche die klassischen Grenzen zwischen der Murga und dem Karneval als Wirkungsort und dem klassischen Theaterbetrieb sprengt.

## Murga in Argentinien
Eine ganz eigene Variante ist die Murga als Karneval im argentinischen Buenos Aires und im gesamten Mündungsgebiet des Río de la Plata. Hier bezeichnet „Murga“ nicht nur die Gruppen aus Tänzern, Sängern und Trommlern, sondern auch den Karneval an sich, der den ganzen Sommer über andauert und für Wochen vor allem das Straßenbild der ärmeren Viertel in der argentinischen Hauptstadt bestimmt. Vor mehr als 150 Jahren brachten europäische Einwanderer aus dem Rheinland die Traditionen des volkstümlichen Kölner Karnevals mit an den Río de la Plata, wo sie mit der Musik der ehemaligen schwarzen Sklaven zu einer eigenständigen Volkskultur verschmolzen. Mit Stöcken auf Dosen und Kübel einschlagend und „bewaffnet“ mit Mehl, Eiern und Farbe, zogen die Karnevalisten durch die Straßen, laut singend und tanzend und mit anzüglichen Sprüchen Obrigkeit und feine Gesellschaft durch den Kakao ziehend. Unter diktatorischer Herrschaft wurden die aufmüpfigen Murgas verboten, so 1840 unter dem Gouverneur von Buenos Aires Juan Manuel de Rosas und zuletzt unter der Militärdiktatur von Jorge Rafael Videla 1976—1983. Ganz unterdrücken ließen sie sich jedoch nie.
Heute gibt es allein in der argentinischen Hauptstadt mehr als einhundert Murgas, inzwischen auch in den wohlhabenderen Vierteln; jede Murga pflegt ihre eigenen Traditionen, hat besondere Farben und Maskottchen. Typisches Outfit eines „Murgueros“ sind Seidenfrack, Handschuhe und Hut – eine Erinnerung an jene Zeit, als schwarze Sklaven in Abwesenheit ihrer „Herren“ heimlich deren Kleidung anzogen und sich Fratzen schneidend in komischen Verrenkungen über sie lustig machten. Für die argentinischen Murgas sind die phantasievoll verzierten, selbst genähten Fräcke fast wichtiger als Tanz und Musik. Die Bühnenauftritte folgen stets einer streng festgelegten Choreographie von Liedern, Wechselgesängen und Tänzen, die eher groteske Verrenkungen sind; in den Texten werden politische und gesellschaftliche Themen sarkastisch aufs Korn genommen. Moderne Murgas experimentieren auch mit aktuellen Musikströmungen und nehmen Anleihen beim
experimentellen Theater. Sie agieren auch bei politischen Demonstrationen und arbeiten in den Armenvierteln mit Kindern, um sie von der Straße wegzuholen. Höhepunkt einer jeden Murga-Show ist eine riesige Spraydosen-Schlacht mit Weihnachtsbaumschnee: eine sentimentale Erinnerung an den echten Schnee zur Karnevalszeit in Köln.

## Ursprünge der Murga
Es gibt eine Diskussion um die Ursprünge der Murga. Klar ist, dass sie sich aus Elementen des Karnevals im südspanischen Cádiz und des Karnevals der Kanaren bedient. Erste Nennungen der Murga als solche gibt es bereits um das Jahr 1876, in dem die montevideanische Zeitung El Ferrocarril den Begriff der Murga erwähnt. Entscheidend war, dass neben den klassischen Elementen des spanischen Karnevals das afrouruguayische Element dieser Gruppierungen durchdrang. So ist der Ursprung der Murga in der Verwandlung und in der Vermengung der einzelnen Einflüsse zu sehen; und obwohl der Name aus dem Spanischen stammt, ist die Murga ein neues Genre, die Musik einer multikulturellen Gesellschaft im Montevideo des späten 19. Jahrhunderts.